# 卡特日娜·科内奇纳
卡特日娜·科内奇纳（1981年1月20日—），又译卡特日娜·科内希纳，是一位捷克政治家。出生于捷克斯洛伐克新伊钦。毕业于马萨里克大学以及金融和管理大学。2013年4月23日起，任欧洲议会议员。2021年10月23日起，任捷克和摩拉维亚共产党主席。